# The Sims 2: Pets (для игровых приставок)
The Sims 2 Pets — однопользовательская видеоигра в жанре симулятора жизни, которая была разработана студией Maxis и выпущена компанией Electronic Arts для игровых приставок PlayStation 2 и GameCube 17 октября 2006 года, PlayStation Portable 17 октября 2006 года и Wii 12 июня 2007. Несмотря на то, что игра носит аналогичное название, что и дополнение к The Sims 2 — «Питомцы», это самостоятельная игра, созданная на упрощённом движке, приспособленным для игровых приставок шестого поколения.
Игра представляет собой симулятор жизни, где игрок управляет одним молодым персонажем и его питомцем. Управляемый персонаж должен удовлетворять свои базовые потребности и зарабатывать на жизнь, но и ухаживать за своим питомцем и дрессировать его. Саму игру принято считать преемницей консольной версии The Sims 2.
Игра получила в целом смешанные оценки. Критики с одной стороны заметили, что The Sims 2 Pets обладает явно усовершенствованным геймплеем и улучшенной графикой в сравнении с консольной The Sims 2, но и одновременно игра явно уступает по возможностям ПК-версии и её дополнения о питомцах. В итоге игра подойдёт для тех, кто раннее не был знаком с играми серии The Sims.

## Игровой процесс
Как и предыдущей версии The Sims 2 для игровых приставок, в The Sims 2 Pets игрок создают управляемого персонажа или же берёт управление одной из нескольких базовых семей. Игровой мир является открытым, то есть сим может свободно перемещаться между участками. Управляемый игроком сим должен найти работу, чтобы зарабатывать деньги и жить успешной жизнью. В начале игры можно выбрать готовую семью с питомцами или создать новую в редакторе персонажей. Сам редактор более ограничен по сравнению с версией для ПК, но предлагает большой выбор аксессуаров для животных. Игра представляет собой виртуальную песочницу, но в которой особый акцент делается на уходе за питомцем и общественным мероприятиям, связанным с домашними питомцами. Управляемый игроком сим персонаж должен ухаживать за животным, дрессировать его, а также может устраивать его на работу. Тем не менее игрок должен по-прежнему заботится о благополучии управляемого сима, следить за тем, чтобы он питался, соблюдал личную гигиену, спал и отдыхал. Сим также для лучшего достижения своих целей может развивать разные навыки.

Взаимоотношение хозяина и питомца — главный элемент игрового процесса

Персонаж может свободно передвигаться по городку, а также посещать центральный парк, где можно познакомиться с другими владельцами животных, помимо этого в городке доступны зоомагазины, рестораны и прочие общественные заведения. Игра не позволяет владельцу животных работать, вместо этого персонаж выполняет совместно с животным разные квесты и принимает участие в мероприятиях, связанных с питомцами, за что сим может получить особые очки, которые позже можно поменять на деньги — симолеоны — в местном банке. Выполняя различные квесты и задания, игроку становятся доступными новые предметы и аксессуары для животных. Помимо собак и кошек персонаж может заводить рыб в аквариуме. Симы в игре не стареют и не могут заводить детей, тем не менее игра не ограничивает игрока в романтических взаимодействиях, который может ходить на свидания с объектом воздыхания, устраивать с ним или с ней совместную жизнь (расширение семьи также возможно с помощью взятия новых питомцев) или даже изменять. Сим может умереть, но в игре нет призраков. Заводить потомство однако могут животные, тем не менее они не могут давать смешанные породы.
Уискертон (англ. Whiskerton) — игровой мир, представленный в The Sims 2 Pets для PlayStation 2, PSP, Xbox, GameCube и Wii. Представляет собой зелёный оазис, небольшой посёлок, в его центре находится большое озеро, окружённое парком, где может гулять с питомцами. Городская площадь представлена зоомагазинами и киосками с напитками и мороженым. Город может расширяться по мере того, как игрок будет расходовать «очки питомца», например будет расширяться городская площадь, а также магазин, в котором совершаются покупки. По мере роста площади магазина, в нём буду доступны для покупки новые предметы. На городской площади есть также шахматный столик, питьевые фонтанчики, торговые автоматы, парковый фонтан (который также может расширяться), ванные комнаты и статуя (также может становится больше).

### PlayStation Portable
Версия игры для PSP в целом идентична версии для консолей, но с более простой графикой и ограниченным игровым процессом, например игрок может строить дома своих симов только с помощью специальных макетов. Режим создания персонажа также сильно ограничен и предлагает уже готовые наряды, а не отдельные элементы одежды. Также представленный городок Уискертон значительно меньше и имеет только 4 участка.

## Разработка и выпуск
Разработка версии игры для игровых приставок шла параллельно с разработкой дополнения к The Sims 2 — «Питомцы». Создатели признались, что данная разработка стала маркетинговым ходом на фоне того, что EA Games ожидала получить высокие доходы от будущего дополнения, так как The Sims: Unleashed стала самым продаваемым дополнением к первой The Sims и спрос на тему питомцев в симуляторе жизни вне зависимости от платформы был крайне вероятен. Сами разработчики надеялись, что консольные игры сумеют «взорвать» игровой рынок, как это не удалось сделать консольной версии The Sims 2. При этом разработчики отметили, что версии игр для консолей не являются точными копиями игры для ПК, сама игра разрабатывалась с собственным игровым движком, приспособленным для игровых приставок шестого поколения, использованным ранее при создании консольной The Sims 2. При этом в сравнении с The Sims 2, The Sims 2 Pets содержит в себе множество улучшений в геймплее и графике, в частности были внедрены новые инструменты в режиме строительства. PSP-версия похожа на игру для PlayStation 2, но с упрощённой графикой.
Впервые о предстоящем выпуске игры стало на выставке E3, где наряду с дополнением «Питомцы», была анонсирована приставочная версия, где также был объявлена предстоящая дата выхода — 17 октября 2006 года PlayStation 2, GameCube, PSP, Nintendo DS, и GBA. Выпуск игры для PSP должен был состояться в ноябре. Было объявлено, что каждая версия игры будет обладать своими уникальными особенностями, в частности в версии для приставок была добавлена возможность покупать в зоомагазине разные костюмы для питомцев.
В игру также была добавлена коллекция саундтреков в жанре рок, альтернативный рок, хип-хоп, поп и латино. Песни были перепеты на симлише известными музыкантами, такими, как Aly & AJ, Pussycat Dolls, The Flaming Lips итд. Аналогичная коллекция была добавлена в дополнение к ПК-версии The Sims 2 — «Питомцы», однако специально, в приставочную игру был добавлен сингл Chemicals React. При разработке игры, команда сотрудничала с певицей Хилари Дафф, в частности камео актрисы появляется в игре для Playstation 2, где игрок в роли Хилари должен внимательно следить за своим питомцем — чихуахуа Лорой. Если за чихуахуа плохо ухаживать, то она сразу начнёт сбегать из дома в поисках приключений.
Выход игры на PS2 и GameCube состоялся 17 октября 2006 года. Выход игры для PSP состоялся 28 ноября 2006 года. Разработкой игры для PSP занималась Maxis совместно со студией EA Canada — Team Fusion. 12 июня 2007 года игра выла выпущена для Wii, разработкой данной версии занималась студия EA Redwood Shores.

## Восприятие
| Сводный рейтинг    | Сводный рейтинг | Сводный рейтинг | Сводный рейтинг | Сводный рейтинг |
| Издание            | Оценка          | Оценка          | Оценка          | Оценка          |
| Издание            | GC              | PS2             | PSP             | Wii             |
| ------------------ | --------------- | --------------- | --------------- | --------------- |
| GameRankings       | 67,40 %         | 69,89 %         | 50,44 %         | 67,44 %         |
| Metacritic         | 66/100          | 68/100          | 57/100          | 65/100          |
| Иноязычные издания |                 |                 |                 |                 |
| Издание            | Оценка          | Оценка          | Оценка          | Оценка          |
| Издание            | GC              | PS2             | PSP             | Wii             |
| Eurogamer          | N/A             | 60 %            | N/A             | N/A             |
| Game Informer      | 60 %            | 60 %            | N/A             | N/A             |
| GameSpot           | 7,1/10          | 7,1/10          | 5,6/10          | 7/10            |
| GameSpy            | [ 30 ]          | [ 10 ]          | N/A             | N/A             |
| GameZone           | 75/100          | 75/100          | 57/100          | 73/100          |
| IGN                | N/A             | 7,7/10          | N/A             | 7,2/10          |
| OPM                | N/A             | 8/10            | N/A             | N/A             |

Игра получила в основном смешанные отзывы от критиков. Средняя оценка для PlayStation 2, составленная сайтом Metacritic, составляет 68 %, для Wii — 65 %, для GameCube — 66 % и для PlayStation Portable — 57 %.
Том Орри из сайта Videogamer назвал игру писком моды. Рецензент утверждает, что игра вышла в тот момент, когда множество женщин-игроков покупали себе игры с животными для консольных систем. Редакция журнала Official Playstation 2 Magazine назвала The Sims 2 Pets следующим ветком эволюции «Тамагочи» и с сарказмом заметила, что игра подойдёт любителям животных, но которые не желают терпеть многочисленные проблемы, связанные с уходом за питомцами, так как представленный игровой процесс, да и сам игровой мир является идеальным и почти пародийным взглядом то питомцеводство, где животные идеально здоровые, поддаются тренировкам, вяжутся по указке игрока и не умирают. Редакция также заметила, что отсутствие смерти в игре лишает игру её глубины.
Критики похвалили игру за её улучшенный геймплей, производительность, графику и визуальные эффекты по сравнению в The Sims 2 для консолей 2005 года выпуска, улучшение частоты кадров и наличие анимации в небе, где ночь плавно сменяется днём. Другим достоинством игры стала в общем хорошая проработанность питомцев, их «живые» движения и интеллект. По мнению Эндрю Парка из сайта GameSpot, виртуальный интеллект персонажей был значительно улучшен, сам рецензент сравнивая The Sims 2 Pets со своим предшественником 2005 года, назвал игру красочной, а её животных и самих персонажей красивыми и эстетичными, поэтому тех, кто ранее был только знаком с консольной версией The Sims 2, игра о питомцев несомненно понравится. Хуан Кастро из сайта IGN наоборот утверждал, что данная формула себя изжила и игроки, ранее знакомые с консольной The Sims 2 проявят слабый интерес к The Sims 2 Pets, хотя по его мнению игра должна понравится новичкам.
Одновременно по сравнению с дополнением для компьютера, игра выглядит скучной, а её возможности ограниченными. Махамари Цукитака, рецензент сайта Game Chronicles, в общем не рекомендует игру тем, кто уже знаком с версией игры для компьютера. Эндрю Парк из сайта GameSpot в своей рецензии отметил, что игрокам, знакомым с дополнением для ПК игра не будет интересна, так как содержит недостатков больше, чем преимуществ. Элиса Ди Фиоре из сайта GameSpy тоже отметила общую ограниченность геймплея по сравнению с дополнением для ПК, и под названием «питомцы» ожидала, что в игре будет нечто большее, чем только собаки и кошки. По мнению критика ради хорошей анимации животных разработчики уделили мало слишком внимания интерфейсу игры. Похожего мнения придерживался Том Орри из сайта Videogamer признав, что разочаровался в игре, предлагающей лишь кошек и собак.
Махамари Цукитака, рецензент сайта Game Chronicles отметил, что консольная версия хоть и предлагает ограниченное количество взаимодействий с питомцами по сравнению с ПК-версией, она по-прежнему позволяет создавать животных желаемого вида и ухаживать за ними. Однако Махамари отдельно отметил, что потребности у персонажа падают быстрее, чем в версии для ПК, поэтому игроку будет очень сложно ухаживать за животными и одновременно удовлетворять потребности самого персонажа. Со временем игрок устанет постоянно следить за тем, чтобы питомцы ходили сытыми, довольными и мытыми.